# Daniel Dennett
Daniel Clement Dennett III (ur. 28 marca 1942 w Bostonie, zm. 19 kwietnia 2024) – amerykański filozof, profesor filozofii na Uniwersytecie Tuftsa, reprezentant nowego ateizmu.

## Życiorys
Urodził się w 28 marca 1942 roku w Bostonie jako syn Ruth Leck Dennett i Daniela C. Dennett Jr.
Ukończył studia licencjackie na Uniwersytecie Harvarda w 1963 roku, a następnie otrzymał doktorat z filozofii na Uniwersytecie Oksfordzkim w 1965 roku. Doktorat Dennetta The mind and the brain: introspective description in the light of neurological findings: intentionality, napisany pod kierunkiem Gilberta Ryle’a, poświęcony został świadomości. Praca ta w 1969 roku została wydana w formie książki jako Content and Consciousness.
W latach 1965–1971 wykładał na Uniwersytecie Kalifornijskim w Irvine, później rozpoczął nauczanie na Uniwersytecie Tuftsa. Był żonaty, miał dwójkę dzieci: córkę oraz syna.

## Koncepcje i poglądy
Zajmował się głównie filozofią umysłu i filozofią nauki. Był szczególnie zainteresowany biologią ewolucyjną oraz kognitywistyką. Był czołowym zwolennikiem teorii zwanej darwinizmem neuralnym (ang. neural darwinism).
Określany był jednym z „Czterech Jeźdźców” nowego ateizmu.

### Świadomość
Zdaniem Dennetta świadomość to program „maszyny wirtualnej” kształtującej procesy odbywające się w mózgu. Jest ona wytworem procesu ewolucji kulturowej. Ewolucja jednak nie wyjaśnia jak się ona rozwinęła poza tym, że posiada funkcję, która pomaga organizmowi przetrwać, dzięki czemu zadziałała tu selekcja naturalna.
Dennett korzystając z komputerowej terminologii nazywał mózg hardware, na którym zainstalowany jest software, czyli język oraz memy. Hardware jest efektem ewolucji biologicznej, a software ewolucji kulturowej. Ludzie wytworzyli język by móc pokonać ograniczenia indeksykalne i opowiadać o wydarzeniach przeszłych bądź dziejących się w innym miejscu. Dzięki językowi mogą oni operować pojęciem takim jak „ja”, które zdaniem Dennetta jest tylko abstrakcją.
W odniesieniu do tzw. trudnego problemu świadomości Davida Chalmersa, opierającego się na modalnym argumencie z zombie i ich pojmowalnej możliwości, Dennett wskazuje, że jest to pojęcie puste i tylko pozornie możemy pomyśleć o istotach, które są takie jak my, ale bez świadomości (Chalmers zakłada zatem niewykrywalne empirycznie własności). W tym sensie Dennett jest redukcjonistą, gdyż nie uznaje świadomości za byt fundamentalny, a za byt fizyczny.
Podobne redukcyjne podejście zastosował do jaźni. W odniesieniu do jaźni Dennett używał sformułowania środek narratywnej ciężkości, porównując ją do środka ciężkości. Dennett nazywał środek ciężkości teoretycznym abstraktem i proponował by w taki sam sposób rozumieć jaźń – jako użyteczną fikcję.

### Model Wielokrotnych Szkiców

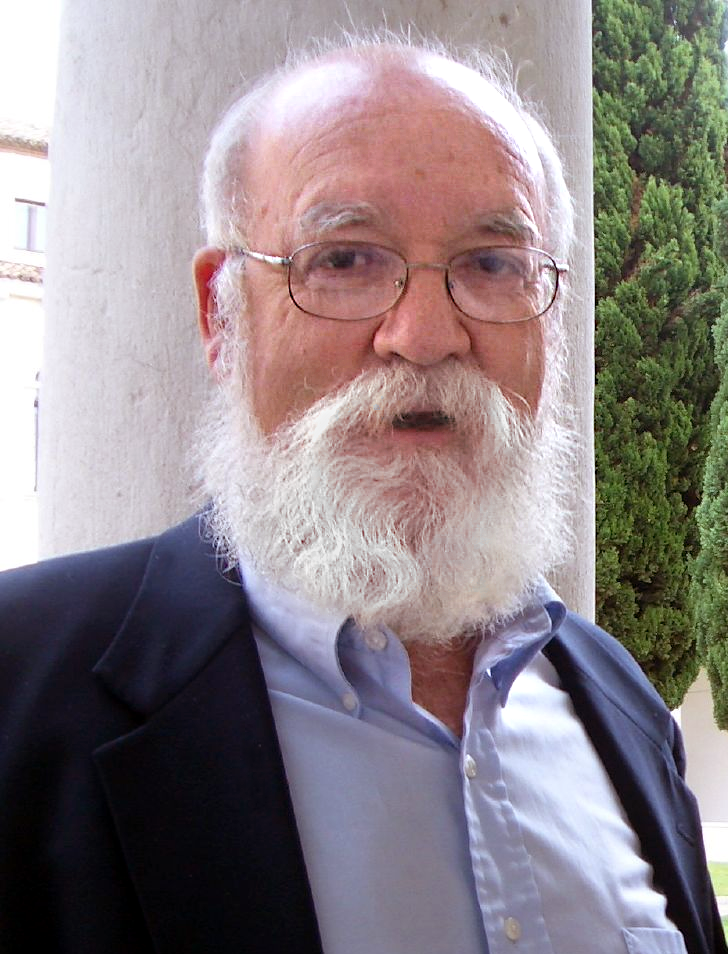
Daniel Dennett w Wenecji w 2006

Model świadomości Dennetta zwany jest Modelem Wielokrotnych Szkiców (ang. Multiple Drafts Model). Jest on modelem przeciwstawnym modelowi nazywanemu Kartezjańskim Teatrem. Model ten w języku polskim jest także tłumaczony jako Model Wielu Szkiców oraz Model Szkiców Złożonych.
Według Modelu Wielokrotnych Szkiców świadomość nie jest pojedynczym procesem, ale ciągłym, zmiennym strumieniem, przechodzącym z jednego szkicu w drugi. Szkice te są nieustannie edytowane, mogą odpowiadać za zachowanie bądź zostać odrzucone. W modelu tym istnieje wiele strumieni, odpowiedzialnych za różne funkcje świadomości. Niektóre z nich istnieją także u zwierząt, inne są typowo ludzkie (związane ze zdolnościami językowymi oraz memami). Zatem w mózgu mamy do czynienia z przetwarzaniem informacji równoległym, a nie modułowym.

### Heterofenomenologia
Dennet nazywał heterofenomenologią metodę badawczą, która ma na celu skonstruowanie obiektywnego opisu. Związana jest ona z tezą, że badanie świadomości powinno być przeprowadzane z perspektywy osoby trzeciej. Metoda ta polega na tym, że badana osoba sporządza opis swoich przeżyć, który jest następnie (przez inną osobę) interpretowany. Za pomocą heterofenomenologii Dennett chciał obalić trzy poglądy: zdarzenia świadome nie istnieją, zdarzenia świadome są epifenomenami i zdarzenia świadome istnieją, ale nie da się ich badać metodami dzisiejszej nauki (lub w ogóle).

### Qualia
Zdaniem Dennetta qualia wydają się istnieć, jednak nie istnieją. W książce „Świadomość”, wychodząc od właściwości wtórnych Johna Locke’a, argumentował poprzez przyjrzenie się dowodom jakie stawiają filozofowie na istnienie qualiów by udowodnić, że ich nie ma. Ludzi, którzy wierzą w istnienie qualiów nazywa qualofilami.

### Memy i religia
Dennett był zwolennikiem memetyki. Uważał, że memy istnieją ponieważ są to słowa, które można wymawiać. Religia to jego zdaniem zjawisko naturalne, które należy w naukowy sposób badać. Powiązał też religię z memami. Zdaniem Dennetta memy były już obecne w religiach ludowych poprzedzających religie zinstytucjonalizowane, a następnie memy te zostały „udomowione”.

### Rzeczywiste Wzorce
Daniel Dennett w swojej książce „Intentional Stance” i artykule  „Real Patterns” (1991) rozwinął koncepcję rzeczywistych wzorców. Są to regularności lub struktury w danych, które można zidentyfikować, mające jednak praktyczne znaczenie. Są one uznawane za "realne", ponieważ umożliwiają skuteczne przewidywanie i wyjaśnianie zjawisk, mimo że są w istocie, abstraktami. Wprowadzenie rzeczywistych wzorców połączył filozof z innym ważnym terminem swojego systemu, tj. z nastawieniem intencjonalnym (obok nich Dennett wyróżniał nastawienia fizykalne i funkcjonalne). Jest to metoda interpretowania zachowań istot i systemów poprzez przypisywanie im stanów mentalnych, takich jak przekonania i pragnienia, nawet jeśli takowych nie posiadają (np. komputer gra w szachy tak, jakby chciał wygrać). Dennett argumentuje, że przekonania i pragnienia są rzeczywistymi wzorcami, które można zidentyfikować poprzez nastawienie intencjonalne. Są to użyteczne abstrakcje, które mają realne konsekwencje. Taka ontologia ma wydźwięk mocno pragmatyczny.
Korzystając z wprowadzonego przez Wilfrida Sellarsa pojęcia manifestującego się obrazu świata (po części możemy utożsamiać go z psychologią potoczną), odnoszącego się do sposobu, w jaki świat jawi się nam w naszym codziennym doświadczeniu, obejmując zarówno zjawiska fizyczne, jak i mentalne, Dennett pokazuje jak rzeczywiste wzorce są identyfikowane w ramach tego obrazu i pomagają ludziom w nawigacji i zrozumieniu otaczającego ich świata. 
Dennett wykorzystuje ewolucyjne podejście do zrozumienia umysłu; argumentuje, że zdolność do identyfikowania wzorców w otoczeniu jest adaptacją, która zwiększa nasze szanse na przetrwanie. Zdolność do przyjmowania nastawienia intencjonalnego i przypisywania innym istotom stanów mentalnych jest przykładem takiej strategii adaptacyjnej, która umożliwia przewidywanie zachowań innych i skuteczne działanie w kontekstach społecznych.
Koncepcja dennettowskich rzeczywistych wzorców została również zaadaptowana przez Davida Wallace'a w interpretacji ontologii fizyki. Wallace wykorzystuje rzeczywiste wzorce do zrozumienia struktur i regularności w teorii kwantowej, argumentując, że te wzorce są realne i mają istotne konsekwencje dla naszej interpretacji rzeczywistości fizycznej.

## Książki
Daniel Dennett jest autorem co najmniej 17 książek, opublikowanych w latach 1986–2023 przez różne wydawnictwa. Kilka tych dzieł wydano też po polsku.
- 1986: Content and Consciousness, Routledge & Kegan Paul Books Ltd; 2nd edition January, ISBN 0-7102-0846-4.
- 1985: The Mind’s I, Bantam, Reissue edition, współautor: Douglas Hofstadter, ISBN 0-553-34584-2.
- 1984: Elbow Room: The Varieties of Free Will Worth Wanting, MIT Press, ISBN 0-262-04077-8.
- 1989: The Intentional Stance, MIT Press; Reprint edition, ISBN 0-262-54053-3.
- 1992: Consciousness Explained, Back Bay Books, ISBN 0-316-18066-1.

- 2016: Świadomość, Kraków, Copernicus Center Press, ISBN 978-83-7886-256-7.

- 1996: Darwin’s Dangerous Idea: Evolution and the Meanings of Life, Simon & Schuster; Reprint edition, ISBN 0-684-82471-X.
- 1997: Kinds of Minds: Towards an Understanding of Consciousness, Basic Books, ISBN 0-465-07351-4.

- 1997: Natura umysłów, Warszawa, Wydawnictwo CiS, ISBN 83-85458-61-1.

- 1998: Brainchildren: Essays on Designing Minds (Representation and Mind), MIT Press, ISBN 0-262-04166-9.
- 2003: Freedom Evolves, Viking Press, ISBN 0-670-03186-0.
- 2003: Science and Religion: Are They Compatible?, współautor: Alvin Plantinga.

- 2014: Nauka i religia. Czy można je pogodzić?, Kraków, Copernicus Center Press, ISBN 978-83-7886-110-2.

- 2005: Sweet Dreams, Philosophical Obstacles to a Science of Consiousness, MIT Press, ISBN 0-262-04225-8.

- 2007: Słodkie sny: Filozoficzne przeszkody na drodze do nauki o świadomości, Warszawa, Prószyński i S-ka, ISBN 978-83-7469-456-8.

- 2006: Breaking the Spell: Religion as a Natural Phenomenon, Viking – Penguin, ISBN 0-670-03472-X.

- 2008: Odczarowanie. Religia jako zjawisko naturalne, Warszawa, PIW, ISBN 978-83-06-03138-6.

- 2011: Inside Jokes: Using Humor to Reverse-Engineer the Mind, współautorzy: Reginald Adams, Matthew Hurley.

- 2015: Filozofia dowcipu. Humor jako siła napędowa umysłu, Kraków, Copernicus Center Press, ISBN 978-83-7886-176-8.

- 2013: Intuition Pumps And Other Tools for Thinking.

- 2015: Dźwignie wyobraźni i inne narzędzia do myślenia, Kraków, Copernicus Center Press, ISBN 978-83-7886-113-3.

- 2017: From Bacteria to Bach and Back: The Evolution of Minds, W.W. Norton & Company, ISBN 978-0393242072.

- 2017: Od bakterii do Bacha. O ewolucji umysłów, Kraków, Copernicus Center Press, ISBN 978-83-7886-334-2.

- 2019: The Four Horsemen: The Conversation That Sparked an Atheist Revolution, współautorzy: Richard Dawkins, Sam Harris, Christopher Hitchens.

- 2019: Czterej jeźdźcy Apokalipsy. Jak się zaczęła ateistyczna rewolucja, Warszawa, Wydawnictwo CiS, ISBN 978-83-61710-30-1.

- 2023: I've been thinking, Norton, ISBN 978-0-393-86805-0.

## Wyróżnienia
- Tytuł doktora honoris causa Uniwersytetu Bukareszteńskiego (20 czerwca 2011)[23].
- Nagroda Erazma (2012).